# نورث أمريكان أفياشن
نورث أمريكيان أفياشن (بالإنجليزية: North American Aviation)‏ كانت شركة أمريكية لصناعة الطائرات الحربية والصناعات الجوية المختلفة. أنتجت النورث أميريكان عددا من أشهر الطائرات الحربية في تاريخ الولايات المتحدة، مثل طائرات تي-6 تيكسان، والمقاتلة بي-51 موستانغ، القاذفة بي-25 ميتشل، المقاتلة النفاثة إف-86 سابر والقاذفة بي-1 لانسر. كما أنتجت عددا من الصناعات الفضاءية مثل المرحلة الثانية من الصاروخ ساتورن 5.
بعد سلسلة من الاندماجات والصفقات، تم ضم شركة نورث أميريكان أفياشن لشركة بوينغ.

## الطائرات المنتجة
- بي-51 موستانغ.
- بي-82 توين موستانغ.
- بي-25 ميتشل.
- إف-86 سابر.
- إف-100 سوبر سابر.
- تي-6 تيكسان.
- تي-28 تروجان.